# Rob Liefeld
Robert Liefeld (urodzony 3 października 1967 w Anaheim) – amerykański rysownik i scenarzysta komiksowy. Jeden z założycieli wydawnictwa Image Comics, dla którego m.in. stworzył serie Youngblood.

## Życiorys
Na początku lat '90 pracował dla wydawnictwa Marvel, dla którego tworzył komiksy The New Mutants oraz X-Force. W 1992 roku, wraz z kilkoma innymi popularnymi grafikami opuścił Marvel, aby założyć Image Comics. Pierwszym jego komiksem wydanym przez Image Comics był Youngblood #1.
Znany ze współtworzenia postaci Cable'a ze scenarzystką Louise Simonson i postaci Deadpoola ze scenarzystą Fabianem Niciezą.
W swojej karierze założył takie firmy, jak Awesome Entertainment, Extreme Studios, czy Maximum Press.
Jest mężem Joy Creel.